# مخندقينيات
المخندقينيات (الاسم العلمي: Taphrinomycotina) هي شعيبة من الفطريات تتبع الشعبة الفطريات الزقية.

## التصنيف
- شعيبة المخندقينيات
- طائفة النولكتامية (الاسم العلمي: Neolectomycetes)
- طائفة المتكيسانية (الاسم العلمي: Pneumocystidomycetes)
- طائفة السكيراوانية